# 上東仮乗降場

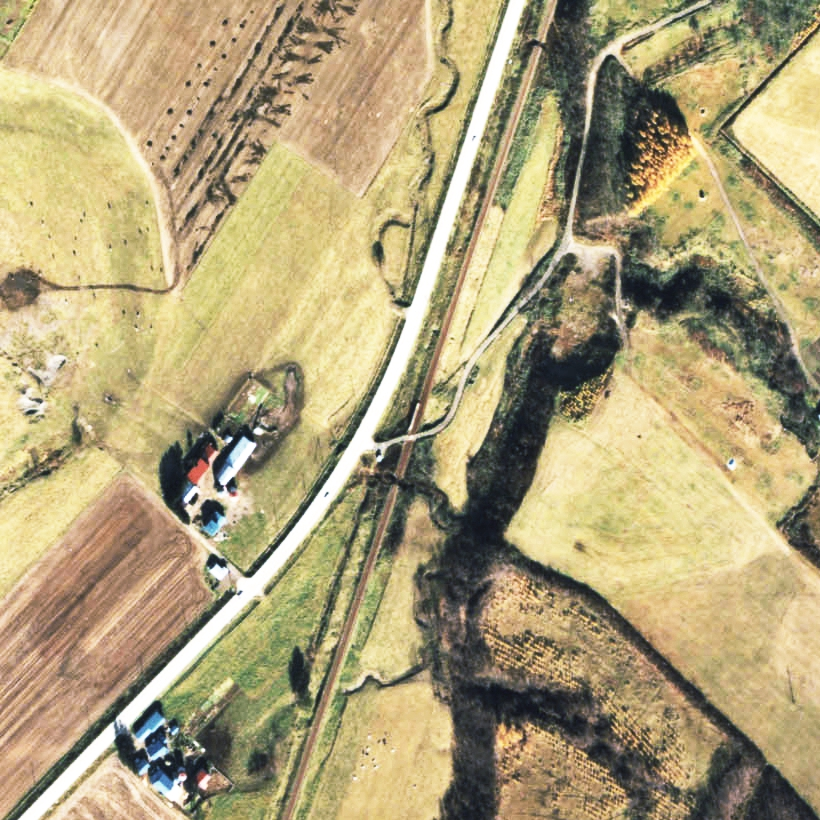
1978年の上東仮乗降場と周囲約500m範囲。下が北見滝ノ上方面。北見滝ノ上側に旧道の踏切と待合室をもつ。

上東仮乗降場（じょうとうかりじょうこうじょう）は、北海道紋別市上渚滑町上東にあった日本国有鉄道（国鉄）渚滑線の仮乗降場（廃駅）である。渚滑線の廃線に伴い1985年（昭和60年）4月1日に廃駅となった。

## 歴史
1955年（昭和30年）12月25日に名寄本線・渚滑線・興浜南線でレールバスの運行が開始されると同時に、利用者の利便を図って増設された仮乗降場に出自を持つ駅である。

### 年表
- 1955年（昭和30年）12月25日 - 日本国有鉄道渚滑線の上東仮乗降場（局設定）として開業[1]。
- 1985年（昭和60年）4月1日 - 渚滑線の廃線に伴い廃止となる[1]。

## 駅構造
廃止時点で、単式ホーム1面1線を有する地上駅であった。

## 駅名の由来
当駅の所在する地名より。

## 駅周辺
- 国道273号（渚滑国道）
- 渚滑川
- 北紋バス「26線」停留所

## 駅跡
農地になっている。

## 隣の駅
日本国有鉄道
渚滑線
中渚滑駅 - 上東仮乗降場 - 上渚滑駅